# Pavel Srníček
Pavel Srníček  (* 10. März 1968 in Bohumín; † 29. Dezember 2015 in Ostrava) war ein tschechischer Fußballspieler.

## Karriere
Srníček spielte in seiner Heimatstadt Bohumín für die Vereine Viktorie und TJ ŽD, ehe er zu Baník Ostrava wechselte. Seinen Wehrdienst absolvierte er bei VTJ Tábor und Dukla Prag. Seit der Saison 1989/90 kam der Torhüter bei Baník Ostrava regelmäßig zum Einsatz.
Im Januar 1991 verpflichtete ihn Newcastle United, das damals in der 2. Division spielte. In den ersten anderthalb Jahren kam Srníček auf nur 20 Einsätze, 1992/93 war er der Stammtorhüter der Nordengländer, die in dieser Saison in die Premier League aufstiegen. In den folgenden Jahren war er fester Rückhalt der Abwehr von Newcastle United. Im Oktober 1994 kam er zu seinem ersten von insgesamt 49 Länderspielen. 1996 war er Ersatz für Petr Kouba bei der für die tschechische Mannschaft erfolgreichen Europameisterschaft in England.
Zur Saison 1997/98 verpflichtete Newcastle Shay Given, Srníček machte nur ein Spiel. 1998 ging er zu seinem ehemaligen Verein Baník Ostrava, für den er sechs Spiele machte, ehe er in der laufenden Saison zu Sheffield Wednesday wechselte, wo er die Nr. 1 wurde. Bei der Europameisterschaft 2000 in Belgien und Holland war er die Nr. 1 im tschechischen Tor.
Nach zwei Jahren wechselte Srníček zum italienischen Erstligisten Brescia Calcio. In seinem ersten Jahr in der Lombardei kam der Tscheche auf 26 Einsätze, danach aber war er nur noch Ersatztorwart. Im Januar 2003 wurde er an den Zweitligisten Cosenza Calcio verkauft. Dort blieb er nur ein halbes Jahr und kehrte anschließend nach England zurück, diesmal zum FC Portsmouth. Dort absolvierte er nur drei Partien und wechselte dann zu West Ham United in die zweite Liga. Auch dort blieb er nur wenige Monate. Im Sommer 2004 ging er zum portugiesischen Erstligisten SC Beira Mar, wo er nach langer Zeit wieder Stammtorhüter war, in zwei Spielzeiten kam er auf 60 Einsätze.
Ende September 2006 wechselte Srníček zu seinem ehemaligen Verein Newcastle United. In seinem ersten Einsatz nach seiner Rückkehr wurde er von den Fans gefeiert. Seinen ursprünglich am Jahresende 2006 auslaufenden Vertrag verlängerte Srníček bis zum Saisonende. Anschließend beendete er seine Laufbahn.

### Tod

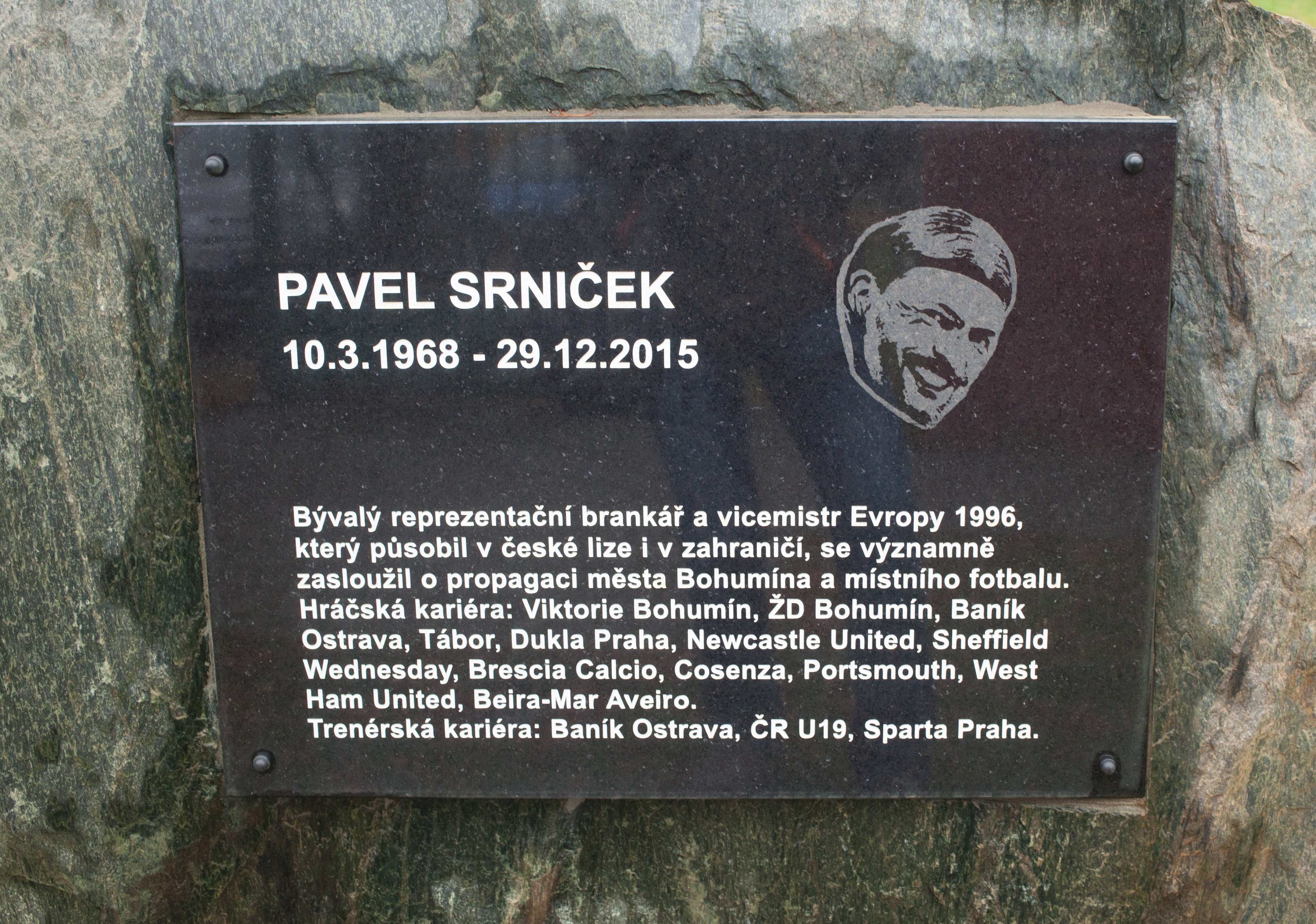
Gedenktafel auf dem Vereinsgelände des FK Bohumín

Am 20. Dezember 2015 brach Srníček beim Joggen aufgrund eines Herzstillstands bewusstlos zusammen. Er wurde in ein Krankenhaus eingeliefert, wo er in ein künstliches Koma versetzt wurde. Da die Ärzte irreparable Schäden am Hirn feststellten, wurden am 28. Dezember 2015 die lebenserhaltenden Maßnahmen eingestellt. Einen Tag später, am 29. Dezember 2015, starb er.
Srníčeks Tod wurde unter anderem am 13. Januar 2016 in Newcastle gedacht, wo sich zu einem Gedenkgottesdienst zahlreiche seiner ehemaligen Mitspieler einfanden. Vor dem Spiel gegen Manchester United am Tag zuvor wurde vor Anpfiff eine Schweigeminute für Srníček abgehalten.

## Privates
Pavel Srníčeks Mutter ist Französin, weswegen er auch die französische Staatsbürgerschaft besaß. Er war verheiratet und wurde Vater zweier Kinder.